# Bernhard Zessin
Bernhard Zessin (* 1. Dezember 1900 in Berlin; † 6. Juni 1983 in Falkensee) war ein deutscher Kommunist, Gewerkschaftsfunktionär und Widerstandskämpfer gegen das NS-Regime.

Bernhard Zessin, 1930er-Jahre

Bernhard Zessin (rechts) als Soldat am Ende des Ersten Weltkrieges, 1918

Bernhard Zessin mit Ehefrau und Tochter in Moskau, Anfang der 1930er-Jahre

Bernhard Zessin (links) mit einem Parteifreund bei der politischen Arbeit, 1929

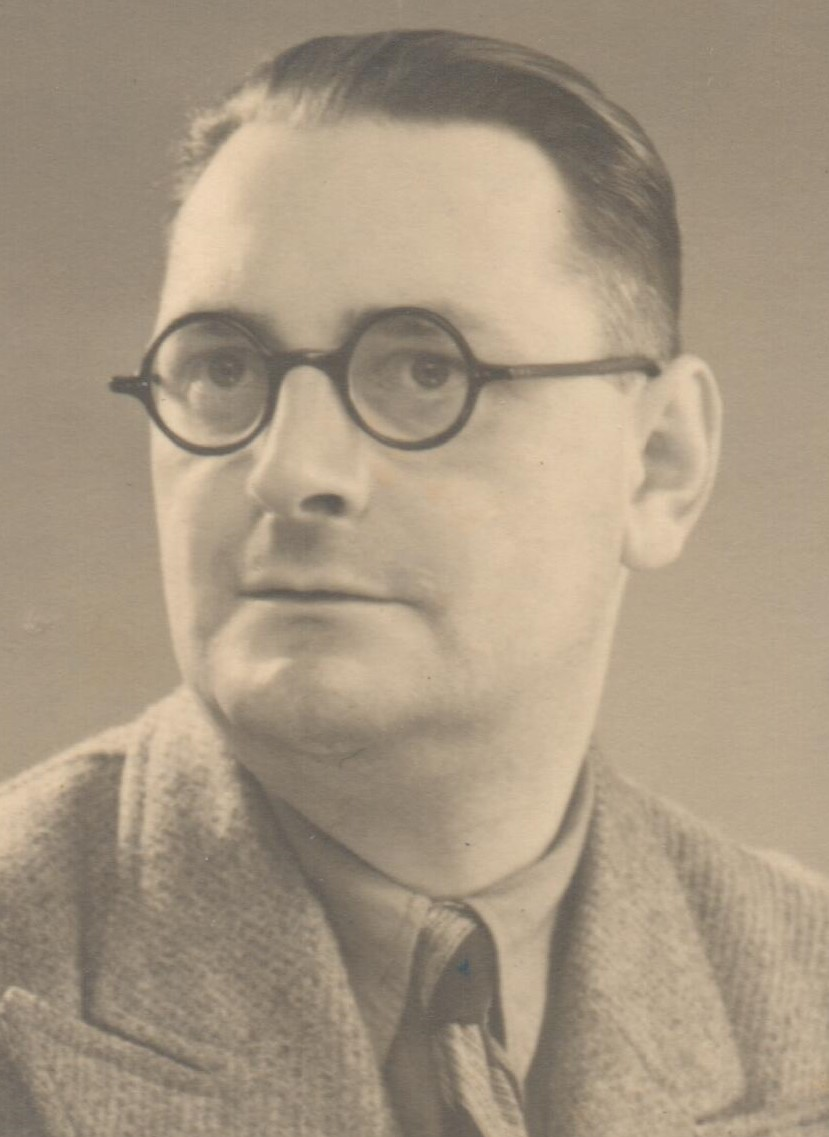
Bernhard Zessin, 1950er-Jahre

## Leben
Als Sohn eines sozialdemokratischen Bauhilfs- und Kohlenarbeiters und einer Mutter, die als Reinigungsarbeiterin und Köchin arbeitete, wuchs Zessin in ärmlichen Verhältnissen in Berlin-Moabit auf. Er besuchte von 1906 bis 1914 die achtklassige Volksschule und erlernte von 1915 bis 1918 in der Moabiter Schlosserei und Maschinenbauanstalt Ernst Lenz das Schlosser- und Werkzeugmacherhandwerk. Um sich weiterzuqualifizieren, besuchte Zessin parallel eine Fachschule für Maschinenbau.
Bereits in jungen Jahren engagierte sich Zessin in sozialdemokratischen Jugendorganisationen. Im Juni 1918 zum Militärdienst während des Ersten Weltkrieges eingezogen, beteiligte sich Zessin nach seiner Rückkehr von der Front an den bewaffneten Kämpfen der Novemberrevolution 1918 in Berlin-Charlottenburg. Auch an den nachrevolutionären Auseinandersetzungen 1919/20 war Zessin in Berlin beteiligt.
Anfang November 1918 trat Zessin in die USPD ein. Im gleichen Jahr wurde er Mitglied des Deutschen Metallarbeiter-Verbandes (DMV), für den er in den folgenden Jahren eine Reihe Funktionen auf regionaler Ebene übernahm. Ab 1919 war Zessin als Vertrauensmann des Verbandes aktiv. Von 1922 bis 1930 übernahm er – nahezu den gesamten Zeitraum – das Mandat eines Delegierten auf den Berliner DMV-Generalversammlungen.
Ende des Jahres 1920 trat Zessin mit dem linken Flügel der USPD zur KPD über. Anfang der 1920er-Jahre war er Mitbegründer der KPD-Betriebszelle und deren „Organisations-Leiter“ bei der Firma Osram in Berlin-Moabit, die ihn von 1920 bis Anfang 1924 beschäftigte. Zeitweise übernahm er leitende Funktionen für die Partei im KPD-Unterbezirk Berlin-Moabit. Ebenfalls führte er dort Anfang der 1920er-Jahre eine Gruppe der Proletarischen Hundertschaften an. Auch in der Roten Hilfe Deutschlands (RHD) war Zessin aktiv.
Zessin beteiligte sich an der Niederschlagung des Kapp-Putsches im März 1920 und an militanten Demonstrationen der Kommunisten in Berlin, weshalb gegen ihn mehrmals Strafverfahren eingeleitet wurden.
Aufgrund seiner politischen Aktivitäten musste Zessin Anfang der 1920er-Jahre seinen Arbeitsplatz mehrfach wechseln. Nach der Tätigkeit für die Firma Osram war er von Ende März 1924 bis Anfang Juni 1927 bei der Berliner Straßenbahn-Betriebs GmbH in Berlin-Charlottenburg als Schlosser tätig. Danach arbeitete Zessin von Juli bis November 1927 bei der Berlin-Anhaltischen Maschinenbau AG (BAMAG-Meguin) und von Dezember 1927 bis März 1930 in den AEG-Werken als Schlosser. Vorrangig war er in den AEG-Werkstätten in Berlin-Rummelsburg beschäftigt. Zessin war dort Mitglied des Betriebsrates und im Jahr 1930 Spitzenkandidat bei den Betriebsrätewahlen auf der „roten Liste“ der Revolutionären Gewerkschafts-Opposition (RGO). Für die RGO übernahm er 1929/30 auch andere Funktionen. Wegen seines Engagements für die kommunistische RGO und aufgrund des durch die Krisensituation bedingten Arbeitsplatzabbaus wurde er bei der AEG im Frühjahr 1930 entlassen.
Mit seiner Lebensgefährtin Erna Lenz siedelte Zessin im Auftrag der KPD-Führung im Frühsommer 1930 nach Moskau über, wo er mehrere Jahre als Meister und Lehrlingsausbilder in der Lampenfertigung des „Elektrosawod“ tätig war. In Moskau erfolgte die Trennung von seiner Verlobten Erna Lenz, die im August 1931 nach Deutschland zurückkehrte. Sie wurde 1937 festgenommen und wegen illegaler Betätigung für die verbotene KPD in Berlin-Kreuzberg zu zwei Jahren Zuchthausstrafe verurteilt. In Moskau war Zessin seit November 1931 mit einer Russin verheiratet und hatte eine Tochter. 
Von 1930 bis 1936 war Zessin Mitglied der KPdSU, der sowjetischen Metallgewerkschaft und anderer Organisationen. Nach seiner Rückkehr nach Berlin Ende 1936 stand Zessin unter Polizeibeobachtung und musste sich mehrmals in der Woche auf dem Revier melden. Er beteiligte sich dennoch an Widerstandsaktivitäten, unter anderem mit Rosa Lindemann, Max Riedel, Fritz Storch, Erna Lenz und Alma Kleiner. Zessin vertrieb illegale Zeitschriften und verteilte Flugblätter. Zugleich sammelte er Geld für inhaftierte Kommunisten und deren Familien.
Außerdem soll Zessin in Spionagetätigkeiten für die Sowjetunion bei der Firma Osram involviert gewesen sein. Offenbar aus diesem Grund war der Kommunist bereits vor 1936 illegal von Moskau nach Berlin gereist. Nach der Rückkehr aus Moskau 1936 wurde Zessin mehrmals in Berlin festgenommen und verhört. Hausdurchsuchungen und die Zuweisung an ausgewählte Betriebe, deren Eigentümer den Nationalsozialisten besonders nahe standen, folgten. Im Zusammenhang mit Festnahmen und Verhören wurde er nach eigenen Angaben von den NS-Verfolgern misshandelt. Im Sommer 1943 heiratete er das zweite Mal, seine Ehefrau starb sieben Wochen nach der Eheschließung bei einem Luftangriff der Alliierten in Berlin-Moabit. 
Aus Angst vor einer drohenden Verhaftung und um nicht zum Kriegsdienst eingezogen zu werden, ging Zessin Anfang 1945 ins Randgebiet von Berlin nach Falkensee. Dort hielt er sich versteckt. Mit anderen Kommunisten organisierte er Unterstützung für „Fremdarbeiter“ und wartete auf das Kriegsende.
Nach dem Ende des Zweiten Weltkrieges beteiligte sich Zessin – auch aufgrund seiner russischen Sprachkenntnisse – in Zusammenarbeit mit der sowjetischen Besatzungsmacht am gesellschaftspolitischen Wiederaufbau in Falkensee. Vor allem engagierte er sich ab Mitte Mai 1945 bei der Errichtung des lokalen Krankenhauses. 1945/46 war Zessin Mitglied und Funktionär der neugegründeten KPD in Falkensee. Ab Ende April 1946 übernahm er mehrere Funktionen in der SED, unter anderem war er mehrere Jahre „Politischer Leiter“ der Partei auf lokaler und betrieblicher Ebene.
Ab Ende 1945 war Zessin Mitglied des FDGB-Ortsvorstandes Falkensee und später des -Kreisvorstandes Osthavelland (Nauen). Von Mai 1945 bis März 1950 übernahm er zudem die Verwaltungsleitung des Krankenhauses in Falkensee. Von April 1950 bis August 1953 war Zessin bei der Landesregierung Brandenburg in Potsdam in der Verwaltung des Gesundheits-, später des Innenministeriums tätig. Kurze Zeit danach stand er im Dienst des Rates des Bezirkes Potsdam. Ab September 1953 war Zessin bei der regionalen Arbeitsschutzinspektion des FDGB in Nauen bzw. Oranienburg angestellt, die er bis ins Rentenalter leitete.
Seit Ende Januar 1949 war Zessin erneut verheiratet und hatte eine zweite Tochter. Er wurde als „Verfolgter des Naziregimes“ anerkannt. 

## Ehrungen
Zessin erhielt in der DDR mehrere Auszeichnungen. Unter anderem war er Träger der „Medaille für die Teilnahme an den bewaffneten Kämpfen der deutschen Arbeiterklasse in den Jahren 1918 bis 1923“ (1958), der „Fritz-Heckert-Medaille“ (1963) und der „Verdienstmedaille der DDR“ (1973).